# Patrick Sang
Patrick Sang (Kapsisiywa, Nandi District, 11 d'abril, 1964) és un atleta kenyià, ja retirat, especialista en els 3.000 metres obstacles.
Sang guanyà tres medalles d'argent en la prova de 3000 metres obstacles en tres competicions majors:
- Campionat del Món d'atletisme de 1991
- Jocs Olímpics d'Estiu de 1992
- Campionat del Món d'atletisme de 1993

Fou medalla d'or als Jocs Panafricans de 1987 disputats a Kenya.
La seva millor marca en 3000 metres obstacles és de 8:03.41, establerta el 1997. A finals dels 1990 competí en proves com la marató i la mitja marató.